# ده‌هزار روز
ده‌هزار روز (مجاری: Tízezer nap) یک فیلم در ژانر درام به کارگردانی فرنس کوشا است که در سال ۱۹۶۷ منتشر شد. از بازیگران آن می‌توان به یانوش گربه و آندراش کوزاک اشاره کرد.
این اثر تجربه‌ای شاعرانه و تصویری غنی هست که از نظر لحن شاعرانه با آثار دُوژنکو و از لحاظ پرداخت حرکت‌های جمعی در قاب با آثار آیزنشتاین مقایسه شده است.

## تفسیر
این فیلم که نتیجه سال‌ها تحقیق مستند بود، زندگی یک کمونیست زاده‌ی روستا به نام ایشتوان سِی‌لِش را به‌صورت فلاش‌بک روایت می‌کند و تمام تغییرات اجتماعی‌ای را که در طول سی سال، از زمان تولد او تا انقلاب ۱۹۵۶ مجارستان رخ داده است، به تصویر می‌کشد. (عنوان فیلم هم به ده هزار روزی که این بازه‌ی زمانی را در بر می‌گیرد اشاره دارد و هم به آرمان‌شهر خیالی ایشتوان، جایی که او "ده هزار خورشید" را در حال شعله‌ور شدن بر فراز دریا می‌بیند.)
در واقع، فیلم تأملی پیچیده بر این پرسش است که آیا مزایایی که کمونیسم برای مجارستان به ارمغان آورد—مانند صنعتی‌سازی، شهرنشینی و رشد مثبت—می‌توانند ابزارهای خشن و سرکوبگرانه‌ای را که برای دستیابی به آن‌ها به کار گرفته شد، توجیه کنند؟